# Esquirol nan
Els esquirols nans (Prosciurillus) són un gènere d'esquirols originaris de Sulawesi (Indonèsia) i algunes illes properes. Tenen el pelatge d'un color marró bastant discret. Mesuren aproximadament 15 cm de llargada, sense comptar la cua, que fa uns 9 cm. Tenen un aspecte similar al de l'esquirol pigmeu sud-americà, encara que no hi tenen un parentesc proper.

## Taxonomia
- Esquirol nan del mont Mengkoka (Prosciurillus abstrusus)
- Esquirol nan d'Alston (Prosciurillus alstoni)
- Esquirol nan de Sulawesi (Prosciurillus leucomus)
- Esquirol nan murí de Sulawesi (Prosciurillus murinus)
- Esquirol nan de Rosenberg (Prosciurillus rosenbergii)
- Esquirol nan del mont Topapu (Prosciurillus topapuensis)
- Esquirol nan de Weber (Prosciurillus weberi)